# Wangwu
Wangwu léase Uáng-Uú (en chino:王屋镇, pinyin:Wángwū zhèn, lit: casa del rey) es un poblado bajo la administración directa de la subprefectura de Jiyuan. Se ubica al norte de la provincia de Henan, este de la República Popular China. Su área es de 204 km² y su población total para 2017 fue cerca a los 30 mil habitantes.

## Administración
El poblado de Wangwu se divide en 44 aldeas.